# جوزيف أندروود
جوزيف أندروود (بالإنجليزية: Joseph Underwood)‏ هو فلاح أسترالي، ولد في 1779، وتوفي في 30 أغسطس 1833.